# Оздятичский сельсовет
Оздятичский сельсовет — упразднённая административная единица на территории Борисовского района Минской области Республики Беларусь.

## История
Ранее на территории сельсовета существовали населённые пункты Малая Яблонька и Старая Маталыга.
28 июня 2013 года Оздятичский сельсовет упразднён, его населённые пункты включены в состав Мётченского сельсовета.

## Состав
Оздятичский сельсовет включал 10 населённых пунктов:
- Заберье — деревня
- Каменка — деревня
- Клыпенка — деревня
- Колки — деревня
- Лавница — деревня
- Маталыга — деревня
- Мулище — деревня
- Оздятичи — агрогородок
- Студенка — деревня
- Черневка — деревня